# Zhor El Kamch
Zhor El Kamch, née le 15 mars 1973 à Tiflet, est une athlète marocaine.

## Carrière
Zhor El Kamch termine 2e de la finale du 10 000 mètres aux Jeux panarabes de 1997 à Beyrouth.
Elle est médaillée d'or du cross court par équipes aux Championnats du monde de cross-country 1998 et médaillée de bronze du cross court par équipes aux Championnats du monde de cross-country 1999. Elle est éliminée en séries du 5 000 mètres aux Mondiaux d'athlétisme 1999 à Séville,aux Jeux olympiques d'été de 2000 à Sydney et aux Mondiaux d'athlétisme 2001 à Edmonton.
Elle obtient aux Jeux de la Francophonie 2001 la médaille d'or sur 10 000 mètres et la médaille d'argent sur 5 000 mètres.
En 2003, elle est médaillée d'argent du 5 000 mètres aux Jeux mondiaux militaires d'été de Catane, cinquième du 3 000 mètres aux Mondiaux en salle de Birmingham, et quatorzième de la finale du 5 000 mètres aux Mondiaux de Saint-Denis.
Elle remporte le marathon de Rotterdam en 2004.
En 2005, elle remporte le semi-marathon des Jeux méditerranéens d'Almeria, et les finales du 5 000 mètres et du 10 000 mètres des Jeux de la Francophonie de Niamey.
Zhor El Kamch est médaillée de bronze de cross long par équipes aux Championnats du monde de cross-country 2007.
Elle est championne du Maroc du 3 000 mètres en 1990 et 1993 et championne du Maroc du 5 000 mètres en 1997.